# Barreal (Peñuelas)
Barreal es un barrio ubicado en el municipio de Peñuelas en el estado libre asociado de Puerto Rico. En el Censo de 2010 tenía una población de 272 habitantes y una densidad poblacional de 29,53 personas por km².

## Geografía
Barreal se encuentra ubicado en las coordenadas 18°6′18″N 66°45′11″O / 18.10500, -66.75306. Según la Oficina del Censo de los Estados Unidos, Barreal tiene una superficie total de 9.21 km², que corresponden a tierra firme.

## Demografía
Según el censo de 2010, había 272 personas residiendo en Barreal. La densidad de población era de 29,53 hab./km². De los 272 habitantes, Barreal estaba compuesto por el 81.25% blancos, el 5.15% eran afroamericanos, el 11.4% eran de otras razas y el 2.21% pertenecían a dos o más razas. Del total de la población el 98.16% eran hispanos o latinos de cualquier raza.